# Rouge congo
Le rouge congo est une molécule diazoïque, c'est-à-dire qui possède deux fois la structure de l'azobenzène. Le rouge Congo est à la fois un colorant organique – qui n'est plus beaucoup utilisé, en raison de sa toxicité – et un indicateur de pH. Il est aussi utilisé comme colorant histologique pour le diagnostic de certitude de l'amyloïdose hépatique. Il est utilisé couramment en microscopie mycologique.

## Indicateur de pH
| Couleurs du rouge Congo | Forme acide Bleu | Zone de virage 3,0 ≤ pH ≤ 5,2 | Forme basique Rouge |

## Origine du nom
Ce colorant a reçu son nom en hommage à l'exploration du fleuve Congo par Stanley l'année de sa découverte.